# Statuenmenhire von Piève

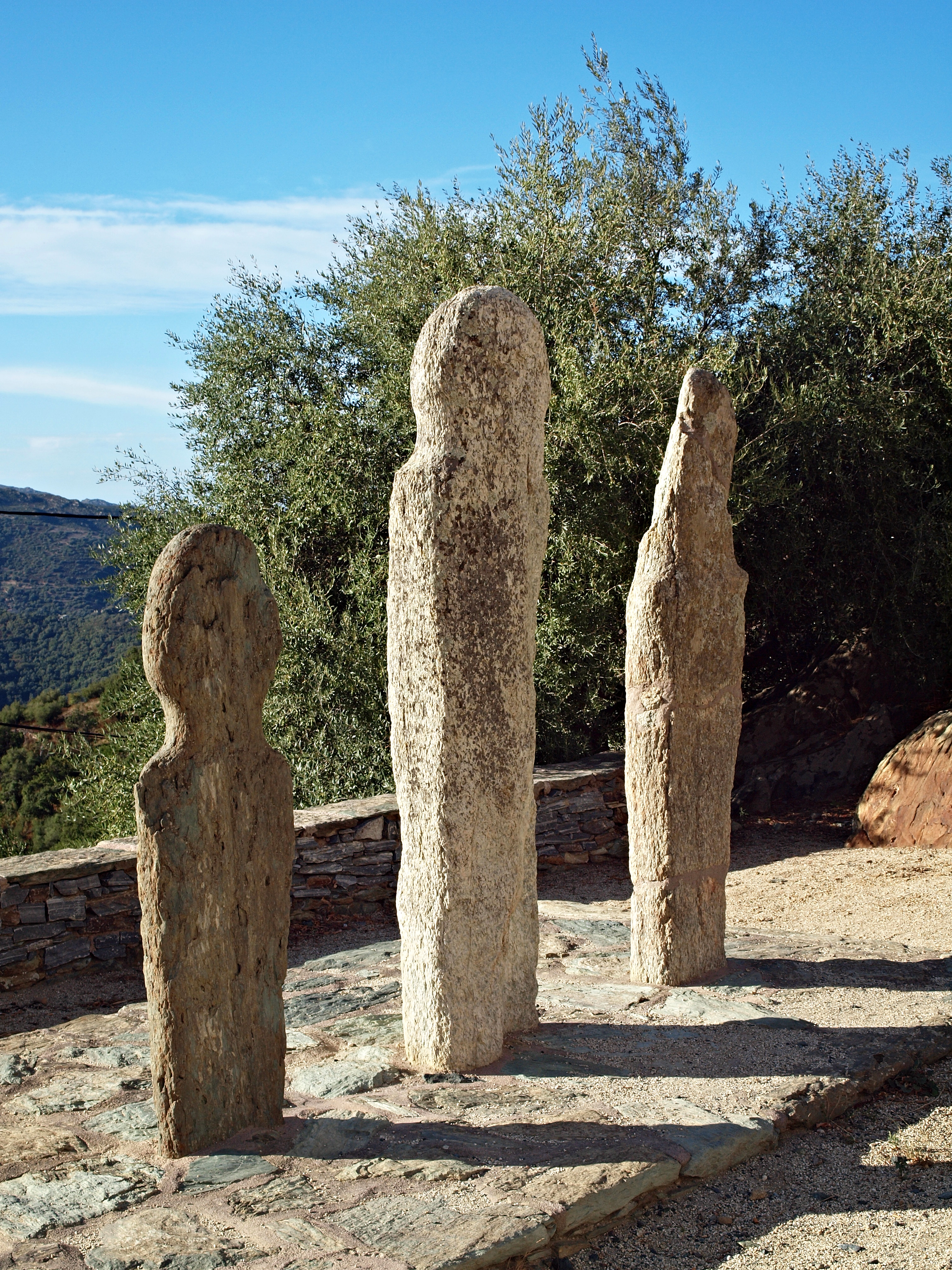
Die Statuenmenhire von Piève

Die drei Statuenmenhire von Piève sind an unterschiedlichen Orten auf Korsika gefundene Statuenmenhire, die sich in der korsischen Stadt Piève befinden. Sie wurden von Roger Grosjean auf dem Vorplatz der Kirche San Quilico versammelt. Sie stammen von drei verschiedenen Standorten und tragen Namen. Die drei Statuen wurden mit einer Harzbeschichtung versehen, um den Felsen zu konsolidieren, was allerdings eine entgegengesetzte Wirkung hatte.

## Buccentone
Buccentone (deutsch „große Stimme“) der rechte Statuenmenhir, wurde 1956 an einem Weg durch den Pass von Tenda auf fast 1000 m Höhe gefunden. Wie seine Gefährten im Nebbio ist er ein anthropomorpher Menhir aus kristallinem Schiefer, dessen geschnitzte Detailformen abgewittert und nicht mehr erkennbar sind.

## Murellu
Murellu, auch aus kristallinem Schiefer, dessen Wirbelsäule und Schulterblätter noch sichtbar sind, ist der größte. Er stand am Monte Revincu, in einer Region der Vorgeschichte nahe der Stadt Santo Pietro di Tenda.

## Murtola
Murtola, der kleinste Menhir, war ursprünglich 3,04 m hoch, verlor aber seine Basis. Er wurde im Alisutal entdeckt.